# Osteocyt

Genomsnitt av ben

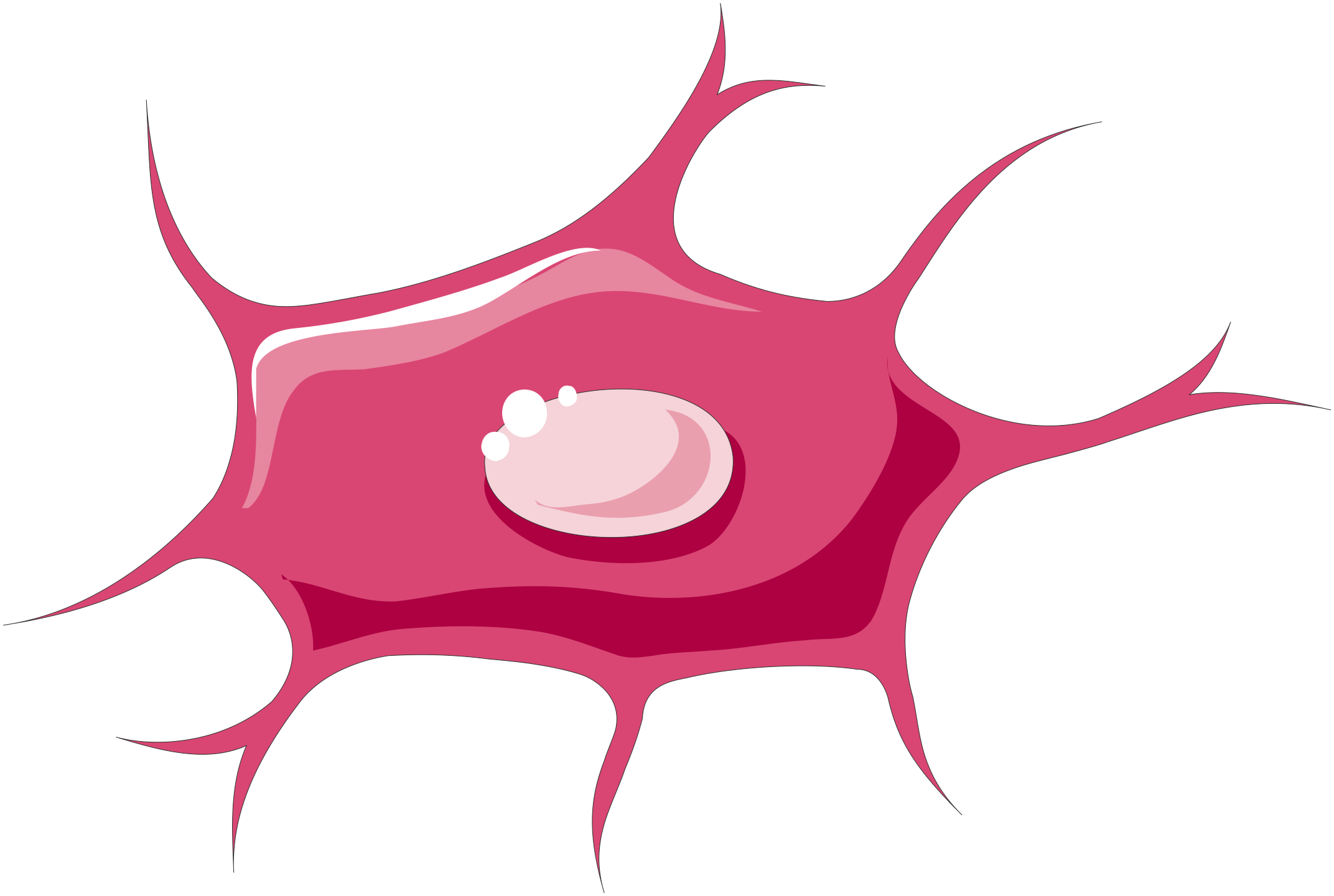
Illustration av en enskild osteocyt

Osteocyt är den typ av celler som bygger upp benvävnad i skelettbenen hos däggdjur. Den kan leva lika länge som organismen själv. Den vuxna människokroppen har cirka 42 miljarder av dem. Osteocyten bildas först ur en osteoblast som bäddats in i lakuner i benvävnaden och mognar därefter genom att den tillsluts. Den delar sig inte och har en genomsnittlig halveringstid på 25 år. Osteocyternas förmåga att bilda proteiner minskar i samband med deras ombildning, men de kan trots detta bilda ny benvävnad. De står i förbindelse med varandra genom utskott och kan genom dessa uppfatta belastningar på benvävnaden och därigenom stimulera bentillväxt.
I mogna ben finns osteocyter och deras processer inuti utrymmen som kallas lacunae (latin för en grop) respektive canaliculi. Osteocyter är helt enkelt osteoblaster fångade i matrisen som de utsöndrar. De är kopplade till varandra via långa cytoplasmatiska förlängningar som upptar små kanaler som kallas canaliculi, som används för utbyte av näringsämnen och avfall genom gap junctions.
Även om osteocyter har minskad syntetisk aktivitet och (liksom osteoblaster) inte är kapabla till mitotisk delning, är de aktivt involverade i den rutinmässiga omsättningen av benmatris, genom olika mekanosensoriska mekanismer. De förstör ben genom en snabb, övergående (i förhållande till osteoklaster) mekanism som kallas osteocytisk osteolys. Hydroxiapatit, kalciumkarbonat och kalciumfosfat deponeras runt cellen.

## Struktur
Osteocyter har en stjärnform, cirka 7 mikrometer djupa och breda och 15 mikrometer långa. Cellkroppen varierar i storlek från 5–20 mikrometer i diameter och innehåller 40–60 cellprocesser per cell, med ett cell till cellavstånd mellan 20–30 mikrometer. En mogen osteocyt innehåller en enda kärna som är belägen mot kärlsidan och har en eller två nukleoler och ett membran. Cellen uppvisar också ett reducerat endoplasmatiskt retikulum, Golgiapparaten och mitokondrier, och cellprocesser som strålar till stor del mot benytorna i perifera lameller, eller mot en haversiankanal och yttre cementlinje som är typisk för osteoner i koncentriskt lamellärt ben. Osteocyter bildar ett omfattande lakunocanaliculärt nätverk inom den mineraliserade kollagen typ I-matrisen, med cellkroppar som finns i lakuner, och cell/dendritiska processer inom kanaler som kallas canaliculi.

En osteocyt i råttben exponerad genom hartsgjutetsning

## Utveckling
Fossilregistret visar att osteocyter fanns i ben från käklösa fiskar för 400 till 250 miljoner år sedan. Osteocytstorleken har visat sig samvariera med genomstorleken och detta förhållande har använts i paleogenomisk forskning.
Under benbildningen lämnas en osteoblast kvar och begravs i benmatrisen som en "osteoid osteocyt", som upprätthåller kontakten med andra osteoblaster genom förlängda cellulära processer. Processen för osteocytogenes är i stort sett okänd (2008), men följande molekyler har visat sig spela en avgörande roll i produktionen av friska osteocyter, antingen i korrekt antal eller specifika distributioner: matrismetalloproteinaser (MMP), dentinmatrisprotein 1 (DMP)-1), osteoblast/osteocytfaktor 45 (OF45), Klotho, TGF-beta-inducerbar faktor (TIEG), lysofosfatidinsyra (LPA), E11-antigen och syre. 10–20 procent av osteoblasterna differentierar till osteocyter. De osteoblaster på benytan som är avsedda för begravning som osteocyter saktar ner matrisproduktionen och begravs av närliggande osteoblaster som fortsätter att aktivt producera matris.

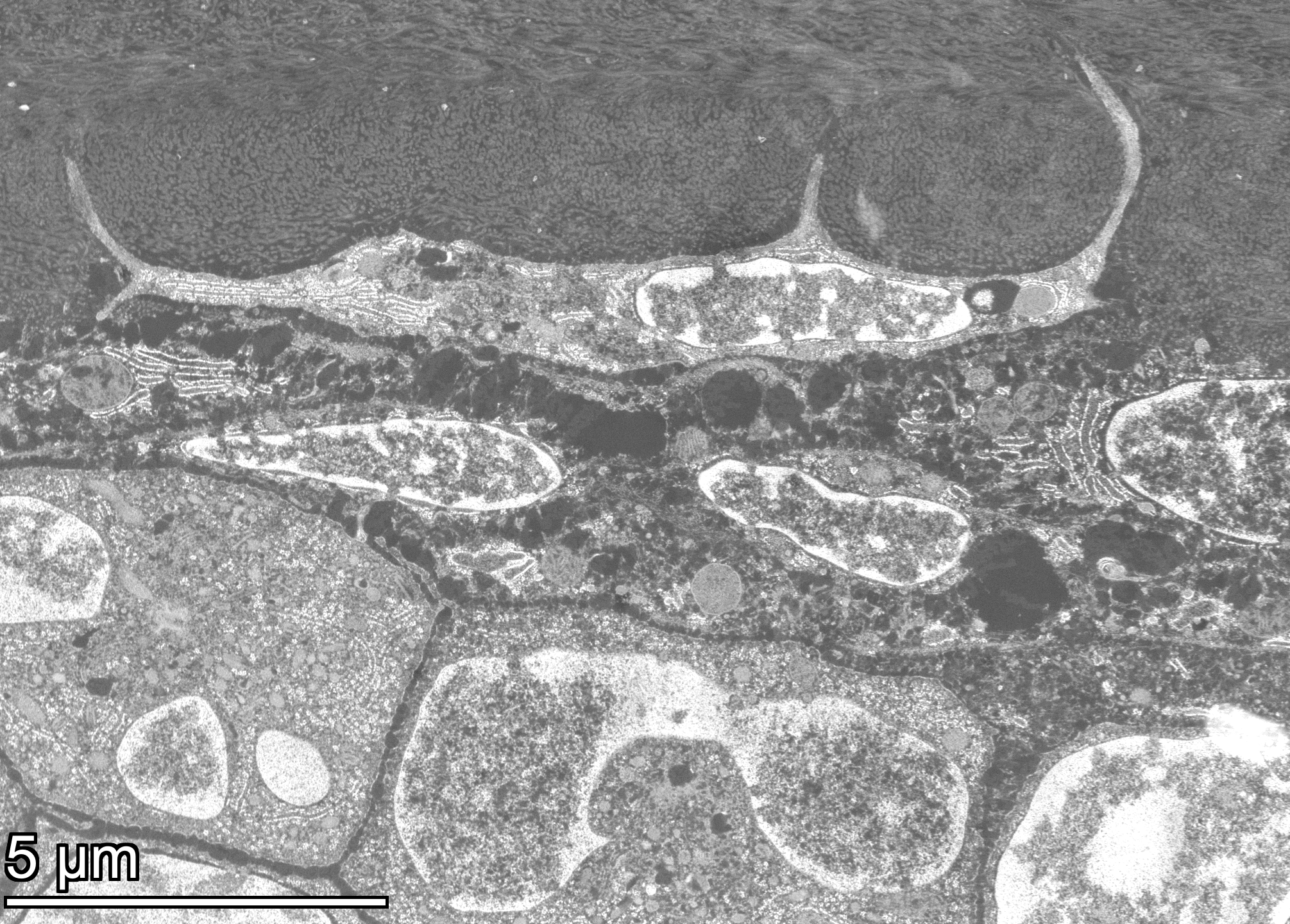
HAADF-STEM elektronbild av en mognad osteocyt (preosteocyt eller osteoid osteocyt) vid benytan, som visas direkt ovanför osteoblastliknande prekursorceller (avkalkad matris). Notera de långsträckta cellprocesserna som är omgivna av kollagen typ I-matrisen och som redan passerar lamellära gränser när kollagen (och så småningom mineral) fortsätter att begrava cellen.

Palumbo et al. (1990) särskiljer tre celltyper från osteoblast till mogen osteocyt: typ I preosteocyt (osteoblastisk osteocyt), typ II preosteocyt (osteoid osteocyt) och typ III preosteocyt (delvis omgiven av mineralmatris). Den inbäddade "osteoid-osteocyten" måste utföra två funktioner samtidigt: reglera mineralisering och bilda bindande dendritiska processer, vilket kräver klyvning av kollagen och andra matrismolekyler. Transformationen från rörlig osteoblast till infångad osteocyt tar cirka tre dygn, och under denna tid producerar cellen en volym extracellulär matris tre gånger sin egen cellvolym, vilket resulterar i 70 procent volymminskning i den mogna osteocytcellkroppen jämfört med till den ursprungliga osteoblastvolymen. Cellen genomgår en dramatisk transformation från en polygonal form till en cell som sträcker sina dendriter mot den mineraliserande fronten, följt av dendriter som sträcker sig till antingen kärlutrymmet eller benytan. När osteoblasten övergår till en osteocyt reduceras alkaliskt fosfatas, och kaseinkinas II är förhöjt, liksom osteokalcin.
Osteocyter verkar vara anrikade på proteiner som är resistenta mot hypoxi, vilket verkar bero på deras inbäddade läge och begränsade syretillförsel. Syrespänning kan reglera differentieringen av osteoblaster till osteocyter, och osteocythypoxi kan spela en roll i benresorption som förmedlas av obruk.

## Funktioner
Även om osteocyter är relativt inerta celler, är de kapabla till molekylär syntes och modifiering, såväl som överföring av signaler över långa avstånd, på ett sätt som liknar nervsystemet.De är den vanligaste celltypen i ben (31 900 per kubikmillimeter i nötkreatursben till 93 200 per kubikmillimeter i råttben). De flesta av de receptoraktiviteter som spelar en viktig roll i benfunktionen finns i den mogna osteocyten.
Osteocyter är en viktig regulator av benmassa. Osteocyter innehåller glutamattransportörer som producerar nervtillväxtfaktorer efter benfraktur, bevis på ett avkänning och informationsöverföringssystem. När osteocyter förstördes experimentellt visade benen en signifikant ökning av benresorption, minskad benbildning, trabekulär benförlust och förlust av svar på avlastning.
Osteocyter är mekanosensorceller som kontrollerar aktiviteten hos osteoblaster och osteoklaster inom en grundläggande multicellulär enhet (BMU), en tillfällig anatomisk struktur där benombyggnad sker. Osteocyter genererar en hämmande signal som skickas genom deras cellprocesser till osteoblaster för rekrytering för att möjliggöra benbildning.
Osteocyter är också en viktig endokrin regulator i metabolismen av mineraler som fosfater. Osteocytspecifika proteiner som sklerostin har visat sig fungera i mineralmetabolism, såväl som andra molekyler som PHEX, DMP-1, MEPE och FGF-23, som i hög grad uttrycks av osteocyter och reglerar fosfat och biomineralisering. Osteocytreglering kan kopplas till sjukdom. Till exempel fastställde Lynda Bonewald att osteocyter gör FGF23, som rör sig genom blodomloppet för att utlösa frisättningen av fosfor från njurarna. Utan tillräckligt med fosfor mjuknar ben och tänder, och musklerna blir svaga, som vid X-länkad hypofosfatemi.

## Klinisk betydelse
Kliniskt viktig forskning av gelbaserad in vitro 3D-modell för den osteocytiska potentialen hos humana CD34+-stamceller har beskrivits. Resultaten bekräftar att de mänskliga CD34+-stamcellerna har unik osteogen differentieringspotential och kan användas vid tidig regenerering av skadat ben. Osteocyter dör som en konsekvens av åldrande, degeneration/nekros, apoptos (programmerad celldöd) och/eller osteoklastisk uppslukning. Andelen döda osteocyter i ben ökar med åldern från mindre än 1 procent vid födseln till 75 procent efter 80 års ålder. Osteocytapoptos tros vara relaterad till minskad mekanotransduktion, vilket möjligen leder till utveckling av osteoporos. Apoptotiska osteocyter frisätter apoptotiska kroppar som uttrycker RANKL för att rekrytera osteoklaster.
Mekanisk belastning ökar osteocyternas livsduglighet in vitro och bidrar till transport av lösta ämnen genom det lakuno-kanalikulära systemet i benet, vilket förbättrar utbyte av syre och näringsämnen och diffusion till osteocyter. Skelettavlastning har visat sig inducera osteocythypoxi in vivo, detta är när osteocyter genomgår apoptos och rekryterar osteoklaster för att resorbera ben. Mikroskada i ben uppstår som ett resultat av upprepade händelser av cykelbelastning, och verkar vara associerad med osteocytdöd genom apoptos, som verkar utsöndra en signal för att rikta osteoklaster för att utföra ombyggnad på skadestället. Under normala förhållanden uttrycker osteocyter höga mängder TGF-β och undertrycker därmed benresorption, men när benet åldras minskar expressionsnivåerna av TGF-β och uttrycket av osteoklaststimulerande faktorer, såsom RANKL och M -CSF ökar, benresorptionen förbättras sedan, vilket leder till nettobenförlust.
Mekanisk stimulering av osteocyter resulterar i öppning av hemikanaler för att frigöra PGE2 och ATP, bland andra biokemiska signalmolekyler, som spelar en avgörande roll för att upprätthålla balansen mellan benbildning och resorption. Osteocytcelldöd kan inträffa i samband med patologiska tillstånd som osteoporos och artros, vilket leder till ökad skelettbräcklighet, kopplat till förlusten av förmågan att känna av mikroskador och/eller signalreparation. Syrebrist som uppstår som ett resultat av immobilisering (sängvila), glukokortikoidbehandling och uttag av syre har alla visat sig främja osteocytapoptos. Det är nu känt att osteocyter svarar på en mängd olika sätt på närvaro av implantatbiomaterial.